# Grau universitari
El grau universitari és el nom que reben els estudis d'educació superior europeus, substituint les terminologies nacionals, com la llicenciatura. Equival al nivell 5 en l'escala ISCED de qualificació i comprèn ensenyaments especialitzats que es cursen a una universitat o escola adscrita.

## Títol de Grau Universitari
Són estudis que tenen com a finalitat l'obtenció per part de l'estudiant d'una formació general orientada a la preparació per a l'exercici professional.
Els títols de grau són de 240 crèdits ECTS, que equivalen a un període mínim d'estudis de 4 anys.
Excepcionalment, els graus amb condicions poden tenir més crèdits i suposar un període d'estudis més ampli.
El títol oficial que s'obtindrà després d'haver superat aquests estudis és el de "graduat/ada".
Tots els graus s'adscriuen a alguna d'aquestes branques de coneixement: arts i humanitats, ciències, ciències de la salut, ciències socials i jurídiques, enginyeria i arquitectura. L'adscripció a una branca marca les assignatures bàsiques que s'hauran de cursar dins dels dos primers anys.
Els plans d'estudi de grau contindran com a mínim les activitats formatives següents: matèries bàsiques, obligatòries i optatives, pràctiques externes i un treball de fi de grau.
El Govern de la Generalitat de Catalunya ha volgut posar especial èmfasi en el fet que tots els plans d'estudis de grau que imparteixin les universitats de Catalunya continguin pràctiques externes en empreses o institucions i, també, matèries que garanteixin el coneixement de la llengua anglesa.

## Accés

### Accés General
Per accedir als estudis de grau cal el títol de batxillerat o equivalent i superar la prova de selectivitat, referent a l'article 42 de la Llei orgànica 6/2001, de 21 de desembre, d'universitats, modificada per la Llei orgànica 4/2007, de 12 d'abril.

### Accés Específic
L'accés general indicat anteriorment s'entén per proves específiques que es puguin exigir per a l'accés a determinats ensenyaments o centres universitaris. Per tant, sense tenir el títol de Batxillerat, però havent adquirit uns estudis equivalents a aquests serà necessari superar una prova escrita específica per accedir als estudis de grau universitari.

### Accés d'estudiants d'altres països
Poden accedir a les universitats de l'Estat espanyol els estudiants procedents de sistemes educatius d'estats membres de la Unió Europea o d'altres estats amb els quals s'hagin subscrit els acords internacionals corresponents en règim de reciprocitat, que compleixin els requisits acadèmics exigits en els respectius sistemes educatius per accedir a les seves universitats.